# Hiptage leptophylla
Hiptage leptophylla är en tvåhjärtbladig växtart som beskrevs av Bunzo Hayata. Hiptage leptophylla ingår i släktet Hiptage och familjen Malpighiaceae. Inga underarter finns listade i Catalogue of Life.